# Evangelický hřbitov ve Velimi
Evangelický hřbitov ve Velimi se nachází za evangelickým kostelem ve Velimi při ul. Sokolské. Výměra hřbitova činí 2706 m². Jeho vlastníkem je Farní sbor Českobratrské církve evangelické ve Velimi.
Hřbitov byl založen roku 1820 jako kalvínský. K významným osobnostem, pohřbeným na velimském evangelickém hřbitově, patří Justus Emanuel Szalatnay, František Dobiáš či Jan Ruml. Na hřbitově se nachází pískovcový pomník obětem 1. světové války z roku 1920.
Evangelický hřbitov s pilířovou bránou byl spolu s kostelem prohlášen kulturní památkou Ministerstvem kultury dne 8. 10. 2004. 